# Carl Fredrik Swan
Carl Fredrik Swan (Svan), född 1708, död 2 februari 1766 i Stockholm (Klara), var en svensk målare och tapetmakare.

## Biografi
Swan var gift med Elisabet Zetterman. Swan har i en målning från 1734 avbildat Karl XII:s hovpredikant biskopen Andreas Rhyzelius. Den fina tolkningen av ett temperament som förenar värdighet påminner i sin stil om porträtt målade av Michael Dahls stil men det är osäkert var Swan hämtade sina färdigheter i måleriet. I mantalslängden för Klara församling 1760 upptas Swan som konterfejare med en lärling och 1764 fick han tillstånd att tillverka tapeter. Swan är representerad med ett dörröverstycke från Rånäs gård i Uppland vid Nordiska museet, och med två oljemålningar vid Blekinge museum i Karlskrona och han är tillskriven ett grupporträtt av herrskapet Stenbock på Skoklosters slott och på Gripsholms slott finns porträttet av Andreas Rhyzelius. I en del litteratur förekommer han under det felaktiga namnet CJ Swan.